# 진흥왕
진흥왕(眞興王, 534년 ~ 576년 음력 8월, 재위: 540년 음력 7월 ~ 576년 음력 8월)은 신라의 제24대 국왕이다. 성은 김(金)이고 이름은 삼맥종(三麥宗) 또는 심맥부(深麥夫)이다. 불교 승려로서의 법명은 법운(法雲)이다.

## 개요
법흥왕의 동생이며 지증왕의 아들인 입종 갈문왕(立宗 葛文王) 구진(仇珍)과 법흥왕의 딸인 식도부인(息道夫人, 지소태후)의 아들로 출생하였다. 법흥왕은 진흥왕에게 큰아버지이자 외조부가 된다.
진흥왕은 국가 발전을 위한 인재를 양성하기 위하여 화랑도를 국가적인 조직으로 개편하고, 불교 교단을 정비하여 사상적 통합을 도모하였다. 이를 토대로 신라는 고구려의 지배 아래에 있던 한강 유역을 빼앗고 함경도 지역으로까지 진출하였으며, 남쪽으로는 562년 대가야를 정복하여 낙동강 서쪽을 장악하였다. 이러한 신라의 팽창은 낙동강 유역과 한강 유역의 2대 생산력을 소유하게 되어, 백제를 억누르고 고구려의 남진 세력을 막게 되었을 뿐만 아니라 인천만(仁川灣)에서 수·당(隨唐)과 직통하여 이들과 연맹 관계를 맺게 되어 삼국의 정립을 보았다. 이는 이후 신라가 삼국 경쟁의 주도권을 장악하게 되는 계기가 되었다. 진흥왕 때는 신라의 전성기였으며, 정복 군주로 불렸다. 고구려의 영토였던 원산만 훨씬 너머까지 진출한 흔적은 마운령비에서 알 수 있다.
일연의 《삼국유사》에서는 다음과 같이 평가하였다.
| “ | 진흥왕이 그의 덕행을 이은 성군이었기에 왕위를 이어 임금의 자리에 처하여 위엄으로 백관을 통솔하니 호령이 다 갖추어졌으므로 대왕흥륜사(大王興輪寺)로 사액하였다. | ” |
|   | — 《삼국유사》 권제3 원종흥법 염촉멸신 흥륜사를 세우다 |   |

## 생애
삼국사기에는 534년생, 반면에 삼국유사에는 526년생으로 나와있다. 6세 때였던 539년 죽은 아버지의 흔적이 남아있는 울주 천전리 각석을 즉위하기 1년 전에 방문한다. 540년부터 이듬해 541년까지 법흥왕의 왕후인 보도태후가 섭정을 하였고, 삼국사기에서는 아주 어린 시기인 6세가 된 540년에 왕으로 즉위하였다고 되어 있다. 541년부터 551년까지 어머니인 지소태후가 섭정을 하였으며 그 후 551년부터 친정하였다.
544년, 흥륜사를 창건하였다. 이듬해 이사부의 건의에 따라 거칠부로 하여금 《국사》를 편찬하게 하였다. 551년(진흥왕 12)에 연호를 개국(開國)으로 고쳤고 팔관회를 두었다. 대가야 사람인 우륵으로 하여금 신라에 악을 보급하게 하였다. 553년, 황룡사를 창건했다. 568년에 연호를 태창(太昌)으로 바꾸었으며, 572년에 다시 홍제(鴻濟)로 바꾸었다.576년, 원화(源花) 제도를 만들어 남모와 준정의 두 여인으로 하여금 300여명의 무리를 거느리게 했으나, 곧 두 여인이 서로 시기하다 남모가 죽는 일이 발생하자 원화(源花)를 폐하고 화랑(花郞)을 제창하여 고구려, 백제 정벌의 원동력을 이루게 하였다. 말년에는 법운(法雲)이라는 법명으로 중이 되었다고 하며, 왕비인 사도왕후 또한 비구니가 되어 영흥사에 머물렀다고 한다. 576년(진흥왕 37년), 42세의 나이로 승하했다. 그가 죽자 신라의 왕위는 태자 동륜이 572년에 죽었기 때문에 차남인 사륜(진지왕)이 승계하였다.

### 영토 확장
진흥왕은 활발한 정복 활동을 전개하면서 삼국 간의 항쟁을 주도하기 시작하였다. 548년 정월에 고구려 양원왕이 예(濊)와 모의하여 백제의 한강 북쪽(한북, 漢北) 독산성(獨山城)을 공격하였다. 신라와 나제동맹을 맺은 백제의 성왕은 사신을 신라에 보내 구원을 요청하였다. 신라 왕은 장군 주진(朱珍)에게 명령하여 갑옷 입은 군사 3천 명을 거느리고 떠나게 하였다. 주진이 밤낮으로 길을 가서 독산성 아래에 이르러 고구려 군사와 한 번 싸워 크게 격파하였다. 고구려의 내정이 불안한 틈을 타서, 신라와 백제는 고구려의 한강 상류 유역을 공격하여 점령하였다(551년) . 신라는 10개의 군을 얻고 백제는 6개의 군을 얻었다. 신라는 함경남도, 함경 북도에 진출하여 순수비를 세웠는데, 고구려는 돌궐과의 전쟁으로 신라의 영토 확장에 대응할 수 없었다. 
이때 백제는 신라에게 연합하여 고구려 평양성을 공격하자고 제의하였고, 고구려는 경기도, 황해도, 한반도 북서부 등을 진흥왕이 새로 개척한 땅을 신라 땅으로 용인해 주는 대신 고구려 수도 평양성으로 진군하지 말것을 제의하였다. 진흥왕은 백제의 제의를 거절하고 고구려의 제의를 받아들였다. 신라는 경기도, 황해도, 한반도 북서부로 영토를 확장하고 백제로 진군하였으나, 백제가 화해를 시도하여 진군을 멈추었다. 553년 7월, 진흥왕은 백제의 한강 유역을 침략하여 여러 성을 빼앗아, 신주(新州)를 설치하고 아찬 무력(武力)을 군주로 삼았다. 이로써 신라는 백제가 점령하였던 한강 하류 지역을 탈취하여 백제를 포위하였다. 
이러한 신라의 팽창은 낙동강 유역과 한강 유역의 2대 생산력을 소유하게 되어, 백제를 억누르고 고구려의 남진 세력을 막게 되었을 뿐만 아니라 인천만(仁川灣)에서 수·당(隨唐)과 직통하여 이들과 연맹 관계를 맺게 되어 삼국의 정립을 보았다. 같은해, 음력 10월에 백제의 왕녀가 진흥왕에게 시집 왔다. 한편, 이듬해 백제 성왕은 한강을 빼앗긴 것을 분하게 여겨 신라를 침공하였으나, 신라가 이를 크게 격파하였고, 백제 성왕은 신라 병사에게 죽임을 당하였다.(554년). 이후 백제는 남하하여 금마저로 천도를 시도하였다. 562년, 가을 7월에 백제가 변방의 백성을 침략하였으므로 왕이 군사를 내어 막아 1천여 명을 죽이거나 사로잡았다. 같은 해, 사다함의 공으로 대가야를 복속하였고 군대를 강화하였다. 또한 새로 개척한 땅에 순수비를 세웠는데, 현재까지 4개의 순수비(창녕 · 북한산 · 황초령 · 마운령)가 전해진다.

### 외교
564년, 북제(北齊)에 사신을 보내 조공하였다. 565년, 북제의 무성황제(武成皇帝)가 조서(詔書)를 내려, 진흥왕을 사지절(使持節) 동이교위(東夷校尉) 낙랑군공(樂浪郡公) 신라왕(新羅王)으로 삼았다. 진(陳)나라에서 사신 유사(劉思)와 승려 명관(明觀)을 보내 예방하고, 불교 경론(經論) 1천7백여 권을 보내주었다. 566년, 567년, 568년, 570년, 571년에 신라는 진나라에 사신을 보내 토산물을 바쳤다. 572년, 북제(北齊)에 사신을 보내 조공하였다.

## 가계
- 아버지 : 입종 갈문왕(立宗 葛文王)
- 어머니 : 지소태후(只召太后)
  - 왕비 : 사도왕후 박씨(思道王后 朴氏) - 박영실과 옥진궁주의 딸
    - 장남 : 동륜태자(銅輪太子)
    - 차남 : 신라 제25대 왕 진지왕(眞智王)
    - 삼남 : 김구륜(金仇輪)
    - 장녀 : 태양공주(太陽公主) 
      - 외손 : 태원공(太元公)
      - 외손 : 호원공(好元公)

    - 차녀 : 아양공주(阿陽公主) 
      - 외손 : 김서현(金舒玄)

    - 삼녀 : 은륜공주(銀輪公主)
      - 외손 : 효종(孝宗)
      - 외손 : 하희(夏姬)
      - 외손 : 월희(月姬)

    - 사녀 : 월륜공주(月輪公主)

  - 후궁 : 숙명궁주(叔明公主) - 태종와 지소태후의 딸
    - 서자 : 정숙태자(貞肅太子)

  - 후궁 : 보명궁주(寶明宮主) - 구진과 지소태후의 딸
  - 후궁 : 미실궁주(美室宮主) - 미진부와 묘도부인의 딸
  - 후궁 : 월화궁주(月華宮主) - 가야국의 왕 이뇌왕과 신라 양화공주의 딸
    - 서자 : 천주공(天柱公)
    - 서녀 : 덕명공주(德明公主)

  - 후궁 : 금진낭주(金珍宮主) - 위화랑과 오도낭주의 딸
  - 후궁 : 소비 부여씨(小妃 扶餘氏) - 백제 성왕의 딸

## 대중 문화속에 나타나는 진흥왕
- 《선덕여왕》(MBC, 2009년, 배우:이순재)
- 《화랑》(KBS2, 2016년~2017년, 배우:박형식)
- 《한국사기》(KBS, 2017년, 배우:김윤홍, 백준혁)
- 《달이 뜨는 강》(KBS, 2021년, 배우:김승수)

## 같이 보기
- 서적
  - 삼국사기
  - 삼국유사
- 성류굴 - 동굴 내에서 진흥왕이 동굴을 다녀갔다는 각석문(刻石文)이 발견되었다. 해당 문서 참조.